# Penrhyn
Penrhyn, o también Tongareva, es un atolón, el más remoto de las islas Cook (Estado asociado con Nueva Zelanda). Está situado en el grupo septentrional, a 1.365 km al norte de Rarotonga.

## Geografía
El atolón tiene una laguna de más de 280 km², una de las más grandes del Pacífico sur. Las tierras emergidas tienen una superficie total de 9,8 km². Dispone de tres pasos navegables a través del escollo. El más utilizado es el paso de Taruia, cerca de la villa de Omoka. Se encuentra exactamente en latitud 9°S y longitud 158°O por esto era utilizado frecuentemente por los navegantes para calibrar sus instrumentos. Al otro lado de la laguna se encuentra otra villa, denominada Te Tauta.
La principal actividad económica es el cultivo de perlas negras. Son muy apreciados los tradicionales sombreros artesanos de hojas de pandanacia. Tiene un servicio postal propio con unos sellos apreciados por los coleccionistas.
La población total era de 357 habitantes al censo del 2001.

## Historia
El atolón fue descubierto en 1788, por el británico W. Severo en el barco Lady Penrhyn, de vuelta del primero viaje de deportación de convictos a Australia. El nombre original maorí es Tongareva, que significa 'alejada desde el sur'. También se conocía como «el círculo» (Te Pitaka). El nombre maorí actual es Mangorongaro.
A partir de 1854 fue evangelizada por pastores de Rarotonga. Diez años más tarde llegaron los negreros peruanos y se estima que deportaron al Perú, unos 1000 habitantes ayudados por los misioneros que necesitaban dinero para construir iglesias. Denominaron la isla como de los Cuatro Evangelistas.
Durante la II Guerra Mundial se construyó un aeropuerto que todavía está en servicio, con vuelos semanales a Rarotonga.
- Datos: Q950725
- Multimedia: Penrhyn Island / Q950725